# Iowa State University
De Iowa State University (ISU) is een openbare universiteit in de Amerikaanse staat Iowa. De universiteit bevindt zich bij de stad Ames, en is de belangrijkste universiteit van het universitair systeem van Iowa. Onder de alumni van de universiteit bevinden zich onder andere een aantal astronauten, Nobelprijswinnaars en Pulitzerprijswinnaars.
Tot 1959 stond de universiteit nog bekend als het Iowa State College of Agriculture and Mechanic Arts.

## Geschiedenis
In 1856 besloot de Iowa General Assembly tot oprichting van een college voor landbouwkunde. Story County werd op 21 juni 1859 gekozen als locatie voor dit college. Toen Iowa in 1862 akkoord ging met de Morrill Act, werd het college het eerste land-grant college van de Verenigde Staten. De eerste groep studenten studeerde in 1872 af aan het college.
Het Iowa Experiment Station was een van de prominente onderdelen van het college.
Het gebied van het college besloeg 476 hectare grond, waarvan 49 voor de campus. In 1914 was toegang tot de universiteit gratis voor inwoners van Iowa. Mensen van andere staten moesten 50 dollar betalen. Van 1914 tot 1923 werd het college uitgebreid met meerdere gebouwen waaronder een ziekenhuis.

## Organisatie
ISU wordt gerekend tot de 50 beste openbare universiteiten van de Verenigde Staten. Vooral de opleidingen binnen de faculteiten scheikunde, techniek en landbouwkunde staan goed bekend. De ISU staat 85e op de U.S. News & World Report-lijst van nationale universiteiten, en 38e op lijst van Washington Monthly. De universiteit is een van de 60 leden van de Association of American Universities.
De ISU is onderverdeeld in acht colleges, die samen 96 bacheloropleidingen, 115 masteropleidingen, 83 Ph.D.-opleidingen en een professional opleiding bieden. De colleges zijn:
- Landbouwkunde en Life Sciences
- Bedrijfseconomie
- Industriële vormgeving
- Techniek
- Sociale wetenschappen
- Vrije kunsten en wetenschappen
- Diergeneeskunde

## Bekende alumni
- George Washington Carver (1861-1943), Amerikaans uitvinder
- Henry A. Wallace (1888-1965), Amerikaans politicus (vicepresident van de Verenigde Staten (1941-1945))
- Lee Teng-hui (1925), Taiwanees politicus
- John Garang (1945-2005), Soedanees wiskundeleraar, rebellenleider en politicus
- Zaid Abdul-Aziz (1946), Amerikaans basketballer
- Luis Ernesto Derbez (1947), Mexicaans politicus
- Arendo Joustra (1957), Nederlands journalist en schrijver
- Bob Verbeeck (1960), Vlaams atleet en zakenman
- Nawal El Moutawakel (1962), Marokkaans atlete (olympisch kampioen 400m horden 1984)
- Tyrese Haliburton (2000), Amerikaans basketballer